# All Kinds of Everything
All Kinds of Everything var Irlands bidrag till Eurovision Song Contest 1970. Den skrevs av Derry Lindsay och Jackie Smith, medan Dana Rosemary Scallon sjöng. Låten vann tävlingen.

## Listplaceringar
| Lista (1970)  | Topplacering |
| ------------- | ------------ |
| Nederländerna | 2            |
| Schweiz       | 3            |
| Österrike     | 7            |

### Fotnoter
1. ↑  ”Listplacering”. http://dutchcharts.nl/showitem.asp?interpret=Dana&titel=All+Kinds+Of+Everything&cat=s. Läst 4 maj 2011.
2. ↑  ”Listplacering”. http://hitparade.ch/showitem.asp?interpret=Dana&titel=All+Kinds+Of+Everything&cat=s. Läst 4 maj 2011.
3. ↑  ”Listplacering”. http://austriancharts.at/showitem.asp?interpret=Dana&titel=All+Kinds+Of+Everything&cat=s. Läst 4 maj 2011.